# タモリシリーズ
『タモリシリーズ』は、1997年4月16日から1998年3月18日までフジテレビ系列局で放送されていたバラエティ番組のシリーズ一つである。ハウフルスとフジテレビの共同制作。

## 概要
フジテレビ系列における『タモリシリーズ』の代表作に『タモリの新・哲学大王!』と『タモリのネタでNIGHTフィーバー!』の二つが存在する。
同時間帯で放送されていた『ボキャブラ天国』シリーズが、1997年春の改編で日曜深夜枠へ移動していたことによりスタートした。司会はタモリと当時フジテレビアナウンサーの木佐彩子が務めていた。総合演出は菅原正豊が担当している。キリングループの一社提供番組で、放送時間は毎週水曜日の22:00 - 22:54（JST）に放送。
また、場合によっては同時間帯に放送されていたハウフルズ制作のボキャブラ天国シリーズをシリーズに含む場合もある。ただしボキャブラ天国は1992年の開始時点では水曜19：30開始であり、1994年の改編で『タモリのSuperボキャブラ天国』に移行してからが水曜22：00開始となった経緯がある。
『新・哲学大王!』では、毎週、日常生活に即した様々なテーマを哲学的に、かつユーモアを交えながら考察するという主旨で番組を展開。豪華な各界の賢者（VTR出演者）らが登場し、「命」「お金」「才能」「父親」「青春」などをテーマにした各々の哲学を紹介していく番組である。
その後、タモリたちレギュラー陣とスポンサーはそのままに内容を一新した後継番組『タモリのネタでNIGHTフィーバー!』がスタート。司会者とパネラーは「フィーバーズ」のコメントを参考にし、渡された着席用紙に評価を付けていた。評価が悪かったものは、三段中、一番上に上げられ、最後には他の「フィーバーズ」に交代させられてしまうシステムになっていた。
『ネタでNIGHTフィーバー!』では、芸能人（「ネタティナー」）の面白話などのネタを観て、若手女性アイドルで結成された20人の「フィーバーズ」が0点から5点の得点をランプを点灯させることで評価し、「フィーバーズ」たちの手元に点灯したランプ数の合計から「大フィーバー」「中フィーバー」｢小フィーバー」の3ランクで評価される。前期には大フィーバーが出るとフィバーズが全員で踊ることになっていたが、後期には小フィーバーが出ると極楽とんぼの「踊ってごまかせ!」の掛け声でフィバーズが全員で踊ることになった（BGMはビージーズの「恋のナイト・フィーバー」）。
『新・哲学大王!』での提供読みは「今夜も哲学に乾杯! この番組は、おいしい、うれしい、楽しい、キリンの提供でお送りします（しました）」で、『ネタでNIGHTフィーバー』での提供読みは「今夜もネタに乾杯! この番組は、おいしい、うれしい、楽しい、キリンの提供でお送りします（しました）」との音読を行っていたこともあり、エンディングでは、壁にある「KIRIN」と書かれた箇所でスポンサー名を挙げていく方式を採用していた。
『新・哲学大王』のみ、エンディング後には花王のCMがヒッチハイクで放送されていた。
放送終了後、キリンビール提供枠は土曜日プライムタイムの『ゴールデン洋画劇場』、日曜日20時台の『ハッピーバースデー!』、日曜日22時台の『スーパーナイト』へ移行した（後に各社扱いとなって複数社提供へ移行）。また、単発特番でも筆頭スポンサーを務めており、現在に至っている。

## 放送作品一覧
いずれもハウフルス制作。菅原正豊総合演出。
※※
- タモリのボキャブラ天国（1992年10月14日 - 1993年9月22日）※19:30開始、ボキャブラ天国シリーズ。
- タモリのSuperボキャブラ天国（1994年4月13日 - 1996年9月25日）※ボキャブラ天国シリーズ。
- タモリの超ボキャブラ天国（1996年10月16日 - 1997年3月19日）※ボキャブラ天国シリーズ。

※※
- タモリの新・哲学大王!（1997年4月16日 - 9月17日）
- タモリのネタでNIGHTフィーバー!（1997年10月15日 - 1998年3月18日）